# يوليانا ميكييفا
يوليانا ميكيفا (أرمينية: Յուլիանա Միխէևա، من مواليد 6 ديسمبر 1977 في يريفان، أرمينيا) هي سباحة أرمنية متقاعدة. شاركت في الألعاب الأولمبية الصيفية 2000 في سباق 50 متر سباحة حرة للنساء.

## الروابط الخارجية
- يوليانا ميكييفا على موقع الاتحاد الدولي للسباحة (الإنجليزية)
- يوليانا ميكييفا على موقع أوليمبيديا (الإنجليزية)

- Sports-Reference.com